# Magnum P.I. (2018)/Episodenliste

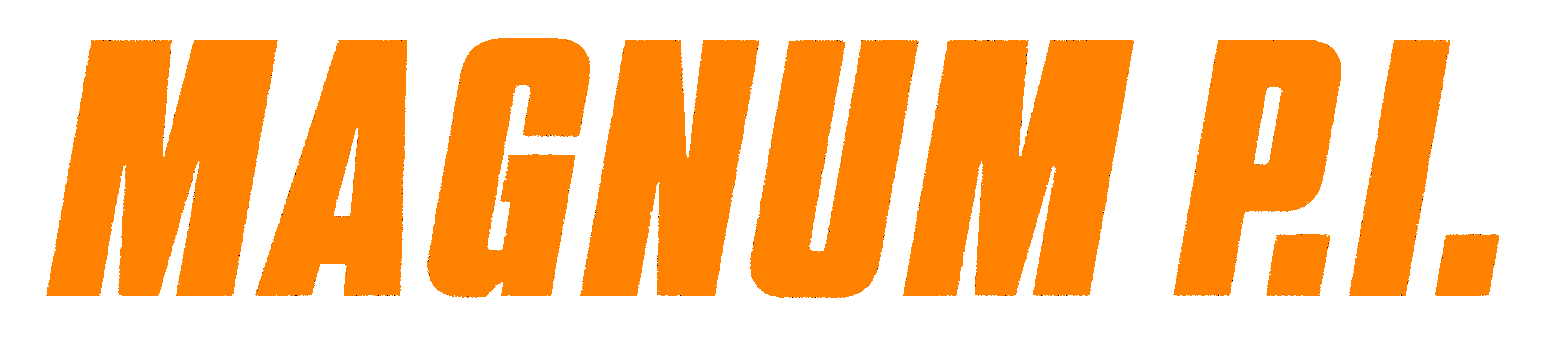
Logo zur Serie

Diese Episodenliste enthält alle Episoden der US-amerikanischen Krimiserie Magnum P.I., sortiert nach der US-amerikanischen Erstausstrahlung. Die Fernsehserie umfasst insgesamt fünf Staffeln mit 96 Episoden.

## Übersicht
| Staffel | Episodenanzahl | Erstausstrahlung USA | Erstausstrahlung USA | Deutschsprachige Erstausstrahlung | Deutschsprachige Erstausstrahlung |
| Staffel | Episodenanzahl | Staffelpremiere      | Staffelfinale        | Staffelpremiere                   | Staffelfinale                     |
| ------- | -------------- | -------------------- | -------------------- | --------------------------------- | --------------------------------- |
| 1       | 20             | 24. September 2018   | 1. April 2019        | 10. April 2019                    | 28. August 2019                   |
| 2       | 20             | 27. September 2019   | 8. Mai 2020          | 13. Mai 2020                      | 15. Juli 2020                     |
| 3       | 16             | 4. Dezember 2020     | 7. Mai 2021          | 23. April 2021                    | 18. Juni 2021                     |
| 4       | 20             | 1. Oktober 2021      | 6. Mai 2022          | 1. Mai 2022                       | 1. Juli 2022                      |
| 5       | 20             | 19. Februar 2023     | 3. Januar 2024       | 2. August 2024                    | 1. September 2024                 |

## Staffel 1
Die Erstausstrahlung der ersten Staffel war vom 24. September 2018 bis zum 1. April 2019 auf dem US-amerikanischen Sender CBS zu sehen. Die deutschsprachige Erstausstrahlung erfolgte vom 10. April bis zum 28. August 2019. Dabei feierten die ersten vier Folgen auf dem österreichischen Free-TV-Sender Puls 4 Premiere. Die Folgen fünf bis sieben wurden zeitgleich von Puls 4 und dem deutschen Free-TV-Sender VOX ausgestrahlt. Bei den Folgen acht bis zwanzig war VOX alleine für die deutschsprachige Erstausstrahlung verantwortlich.
| Nr. (ges.) | Nr. (St.) | Deutscher Titel          | Originaltitel                | Erstausstrahlung USA | Deutschsprachige Erstveröffentlichung (D/Ö) | Regie           | Drehbuch                                     | Zuschauer (USA) |
| --- | --------- | ------------------------ | ---------------------------- | -------------------- | ------------------------------------------- | --------------- | -------------------------------------------- | --------------- |
| 1 | 1         | Alte Bekannte 1          | I Saw the Sun Rise           | 24. Sep. 2018        | 10. Apr. 2019                               | Justin Lin      | Peter M. Lenkov & Eric Guggenheim            | 8,12 Mio.       |
| Die vier ehemaligen US-Soldaten Thomas Magnum, Orville „Rick“ Wright, Theodore „TC“ Calvin und Sebastian Nuzo sind auf Hawaii als Privatdetektive tätig. Nebenbei arbeiten sie als Sicherheitsbeauftragte für den Schriftsteller Robin Masters, bei dem auch Juliet Higgins als Hausmeisterin angestellt ist. Als Sebastian Magnum einen neuen Auftrag vorstellten möchte, wird letzterer Zeuge, wie Sebastian entführt wird, nachdem er noch eine verschlüsselte Botschaft hinterlassen konnte. Später finden sie Nuzo tot auf und müssen dazu feststellen, dass er von seinen Entführern gefoltert wurde. Schließlich erkennt das Team, dass es sich bei der verschlüsselten Botschaft um Koordinaten im Meer handelt, an denen ein versunkener Goldschatz liegt, auf den es die Entführer, ebenfalls Veteranen, abgesehen haben. |           |                          |                              |                      |                                             |                 |                                              |                 |
| 2 | 2         | Fang des Tages 1         | From the Head Down           | 1. Okt. 2018         | 10. Apr. 2019                               | Karen Gaviola   | Peter M. Lenkov & Eric Guggenheim            | 6,23 Mio.       |
| Ein ehemaliger Veteran und jetziger Fischer beauftragt Magnum, einen gestohlenen Fisch im Wert von 350.000 US-Dollars ausfindig zu machen. Über einen Bekannten von Rick, den Restaurantbesitzer Kamekona, können sie schnell den Dieb aufspüren, müssen allerdings feststellen, dass dessen Familie entführt wurde und nur im Tausch gegen den Fisch freigelassen wird. Später findet das Team heraus, dass der Fisch offenbar als Versteck für Schmuggelware dient, was Magnum und Higgins auf die Spur eines Terroristen auf Hawaii bringt. |           |                          |                              |                      |                                             |                 |                                              |                 |
| 3 | 3         | Das zweite Gesicht       | The Woman Who Never Died     | 8. Okt. 2018         | 17. Apr. 2019                               | Sylvain White   | Joe Gazzam                                   | 6,08 Mio.       |
| Magnum bekommt von seinem Konkurrenten Luther H. Gillis einen Fall überwiesen: ein Mann möchte die Vergangenheit seiner im Koma liegenden Freundin überprüfen, nachdem Ärzte im Krankenhaus festgestellt haben, dass sich die Frau mehreren Operationen unterzogen hat, die ihr Aussehen veränderten. Dabei findet Magnum schnell heraus, dass sie offenbar an einen Raubmord bei einem Juwelier beteiligt war und nicht die zu sein scheint, die sie vorgibt. |           |                          |                              |                      |                                             |                 |                                              |                 |
| 4 | 4         | Fälscher am Werk         | Six Paintings, One Frame     | 15. Okt. 2018        | 24. Apr. 2019                               | Antonio Negret  | Ashley Gable                                 | 5,48 Mio.       |
| Magnum wird als Sicherheitschef bei einem Milliardär eingestellt und zeigt die Sicherheitslücken seines Systems auf. Doch als drei Tage später mit derselben Methode in das Apartment eingebrochen, der Milliardär ermordet und sechs Kunstwerke gestohlen werden, rückt Magnum ins Visier der Ermittler. Der Verdacht erhärtet sich, als Magnum auf dem Anwesen des toten Hehlers von Katsumoto angetroffen wird und die sechs Gemälde in einem von ihm angemieteten Lagerraum auftauchen. |           |                          |                              |                      |                                             |                 |                                              |                 |
| 5 | 5         | Plötzlich tot 1          | Sudden Death                 | 22. Okt. 2018        | 1. Mai 2019                                 | David Grossman  | David Fury                                   | 5,63 Mio.       |
| Als ein Junge aus TCs Footballteam nicht mehr zum Training erscheint, gehen TC und Magnum der Sache nach. Wie sich herausstellt, wurde der Vater des Jungen wegen Mordverdacht verhaftet, doch TC glaubt an seine Unschuld. Während den Ermittlungen stellt sich heraus, dass das Opfer, ein Arzt, ein Dealer für Dopingmittel war. Der Verdacht gegen den Vater erhärtet sich, als Magnum herausfindet, dass dieser Schulden beim Arzt hatte. Als er die neuen Beweismittel an Katsumoto übergibt, droht auch die Freundschaft zu TC zu zerbrechen. |           |                          |                              |                      |                                             |                 |                                              |                 |
| 6 | 6         | Post aus dem Jenseits 1  | Death is Only Temporary      | 29. Okt. 2018        | 1. Mai 2019                                 | Duane Clark     | Scarlett Lacey & Gene Hong                   | 5,69 Mio.       |
| Magnum wird von einem reichen, unter Gedächtnisschwund leidenden Zuckerbaron beauftragt, den wahren Absender einer E-Mail seiner Ex-Freundin, die 1987 verschwunden ist, zurückzuverfolgen. Dabei müssen er und Higgins schnell feststellen, dass diese ermordet wurde und allem Anschein nach der Auftraggeber selbst dafür verantwortlich ist, sich nur nicht mehr daran erinnern kann. Unterdessen freunden sich TC und Rick mit dem im Krieg verwundeten Veteranen Shammy an und geben ihm die Aussicht auf einen Job und Neuanfang. |           |                          |                              |                      |                                             |                 |                                              |                 |
| 7 | 7         | Alles für die Katz’      | The Cat Who Cried Wolf       | 5. Nov. 2018         | 8. Mai 2019                                 | Eagle Egilsson  | Neil Tolkin                                  | 5,27 Mio.       |
| Auf der Suche nach einem verschwundene Kater wird Magnum auf eine andere Katze mit Blut an den Pfoten aufmerksam. Gemeinsam mit Higgins verfolgt er das Tier mit einem Peilsender und wird so direkt zu einer Leiche geführt, die offenbar nicht in dem Haus gelebt hat, in dem sie gefunden wurde. Obwohl Katsumoto Magnum bittet, sich rauszuhalten, nimmt dieser die Ermittlungen auf. So bestätigt sich Higgins’ Vermutung, das Haus könnte aufgrund der Vorgeschichte des Viertels ein Safe-Haus des FBI sein, als sie ein Video finden, auf dem der Tote, ein FBI-Agent, einen Zeugen befragt, der gegen ein Verbrechersyndikat aussagt. |           |                          |                              |                      |                                             |                 |                                              |                 |
| 8 | 8         | Unter Brüdern            | Die He Said                  | 12. Nov. 2018        | 8. Mai 2019                                 | Peter Weller    | Joe Gazzam                                   | 5,50 Mio.       |
| Magnum wird von einem Klienten beauftragt, dessen Bruder aufzuspüren, da nur dieser die passende DNA für eine Knochenmarkspende hat. Zwar kann der Privatdetektiv den Bruder schnell finden, muss allerdings feststellen, dass dieser seine ganz eigenen Probleme hat. So wurde er von Meth-Dealern zur Geldwäsche gezwungen, woraufhin er einem Einbruch auf seinen Laden fingierte, damit sie diesen nicht mehr als sicheres Versteck ansehen würden. Doch als der Drogenboss das herausfindet, verschwindet der Mann, bei dem der Bruder des Auftraggebers das Geld hinterlegt hat. |           |                          |                              |                      |                                             |                 |                                              |                 |
| 9 | 9         | Mörder wider Willen      | The Ties That Bind           | 19. Nov. 2018        | 15. Mai 2019                                | Ron Underwood   | Ashley Gable                                 | 5,39 Mio.       |
| Sechs Wochen nachdem die junge Amanda nach fünftägiger Entführung entkommen konnte, beauftragen ihre Eltern Magnum, endlich die Verantwortlichen aufzuspüren. Higgins kann die verschüchterte Amanda dazu bringen, mit ihr und Magnum über die Tat zu sprechen. So können beide zusammen mit Rick und TC im hawaiianischen Regenwald den Bunker ausfindig machen, in dem Amanda festgehalten wurde. Doch der Fall nimmt eine dramatische Wendung, als Magnum und Higgins wenig später erkennen, dass die Tat noch nicht vorbei ist, und Amandas Mutter ebenfalls entführt wird. |           |                          |                              |                      |                                             |                 |                                              |                 |
| 10 | 10        | Ausgespielt              | Bad Day to be a Hero         | 10. Dez. 2018        | 15. Mai 2019                                | Lin Oeding      | Ashley Charbonnet                            | 5,47 Mio.       |
| Eine von Rick und seiner Freundin Toni organisierten Pokerrunde wird überfallen, wobei die Räuber sowohl die Spieleinsätze als auch Besitztümer der Anwesenden mitnehmen. Der in Führung liegende Spieler fordert daraufhin von Toni, ihm die 170.000 US-Dollar bis zum nächsten Tag zu beschaffen. So kontaktiert Rick Magnum, der zusammen mit Higgins über Überwachungsbilder den Tätern auf die Spur kommt. Doch auf ihrem Anwesen kann Magnum nur noch die Leichen der beiden vorfinden. So gelangt er auch an das verschwundene Geld, wodurch Toni ihre Schulden bezahlen kann, doch wie sich auch herausstellt, hatten die beiden vermeintlichen Kriminellen edle Absichten. Aus diesem Grund entscheiden sich Magnum, Higgins, Rick, TC und Katsumoto dazu, den Plan der Toten zu vollenden. |           |                          |                              |                      |                                             |                 |                                              |                 |
| 11 | 11        | Die Höllenmaschine       | Nowhere to Hide              | 14. Jan. 2019        | 22. Mai 2019                                | Mark Tinker     | Joe Gazzam Idee: Peter M. Lenkov             | 6,02 Mio.       |
| Magnum wird von einer russischen Staatsbürgerin beauftragt, ihren auf Hawaii untergetauchten Cousin zu finden, der sich als Journalist kritisch über die russische Regierung geäußert hat. Dabei kann der Privatdetektiv den Flüchtigen schnell aufspüren, stellt dabei allerdings fest, dass er kein Journalist, sondern Wissenschaftler ist und an einer Atombombe arbeitete. Higgins und Kumu werden unterdessen von Magnums Auftraggeberin entführt, die sich als russische Spionin entpuppt. |           |                          |                              |                      |                                             |                 |                                              |                 |
| 12 | 12        | Einer wird gewinnen      | Winner Takes All             | 20. Jan. 2019        | 22. Mai 2019                                | Amanda Marsalis | Gene Hong                                    | 8,76 Mio.       |
| Mehrere Privatdetektive, darunter auch Magnum und Luther H. Gillis, werden angeheuert, einen flüchtigen Mörder als erstes einzufangen, um so eine 200.000-Dollar-Prämie zu kassieren. Während des Wettbewerbs kann Magnum den Flüchtigen, der einen Sozialhelfer umgebracht haben soll, als erstes aufspüren. Doch dieser beteuert seine Unschuld, woraufhin sich der Auftraggeber als Drogenhändler entpuppt, dem der Flüchtige bereits von Magnums Konkurrenz ausgeliefert wurde. |           |                          |                              |                      |                                             |                 |                                              |                 |
| 13 | 13        | Andere Saiten 1          | Day of the Viper             | 21. Jan. 2019        | 29. Mai 2019                                | Bryan Spicer    | Gene Hong & Eric Guggenheim Idee: David Fury | 5,33 Mio.       |
| Auf dem Anwesen von Masters taucht Higgins’ ehemaliger MI6-Kollege Ian Pryce verwundet auf und berichtet, er wäre auf der privaten Suche nach dem Auftragsmörder Viper angeschossen worden. Higgins, deren Verlobter Richard einst von Viper ermordet wurde, nimmt sich daraufhin selbst dem Fall an. Zusammen mit Magnum findet sie heraus, dass ein sich im taiwanischen Konsulat aufhaltender Informant den bürgerlichen Namen von Viper kennt. Doch der Versuch, an diese Information zu gelangen, endet in der vorübergehenden Festnahme von beiden. Zur gleichen Zeit müssen Rick und TC einen von Magnums Klienten übernehmen. |           |                          |                              |                      |                                             |                 |                                              |                 |
| 14 | 14        | Gut versteckt 1          | I, The Deceased              | 28. Jan. 2019        | 29. Mai 2019                                | Krishna Rao     | Scarlett Lacey                               | 5,69 Mio.       |
| Magnum wird eine Videobotschaft zugespielt, auf der ein junger Mann ihn beauftragt, seinen Mord zu untersuchen. Wie sich herausstellt, ist der Mann am frühen Morgen bei einem Autounfall verunglückt. Shammy kann zwar keine Manipulation am Auto feststellen, doch die Gerichtsmedizinerin Dr. Noelani Cunha findet heraus, dass das Opfer schon vor dem Unfall vergiftet wurde und dadurch verstarb. Im Anschluss schaltet sich auch Katsumoto in den Fall ein, der offenbar auch Verbindungen zu einem Doppelmord aufweist. |           |                          |                              |                      |                                             |                 |                                              |                 |
| 15 | 15        | Wer ist Hannah? 1        | Day the Past Came Back       | 18. Feb. 2019        | 24. Juli 2019                               | Bryan Spicer    | Peter M. Lenkov & Eric Guggenheim            | 5,97 Mio.       |
| Higgins, Rick, TC und Kumu sind in Sorge um Magnum, der allem Anschein nach gekidnappt wurde. Wie sich herausstellt, wollen seine Entführer den Rest des versunkenen Goldschatzes aus dem Meer bergen, weshalb sie Magnum als Führer benutzen. Dieser kann einen der Entführer ausschalten, während der andere entkommt. Über Kontakte kann Magnum die Identitäten der beiden herausfinden, wodurch auch eine Verbindung zu seiner Ex-Verlobten Hannah, die mittlerweile zur Kriminellen wurde, hergestellt werden kann. Auch sie ist hinter dem von Rick und TC in der Zwischenzeit geborgenen Goldschatz her. |           |                          |                              |                      |                                             |                 |                                              |                 |
| 16 | 16        | Nur 24 Stunden           | Murder is Never Quiet        | 25. Feb. 2019        | 31. Juli 2019                               | David Straiton  | Barbie Kligman                               | 6,29 Mio.       |
| Magnum möchte verhindern, als Geschworener in einem Mordprozess berufen zu werden. Während er die Richterin davon überzeugen kann, dass er sich nur durch eigene Ermittlungen eine Meinung bilden kann, wird die Mutter des Angeklagten auf ihn aufmerksam und engagiert ihn, unter Zeitdruck die Unschuld ihres Sohnes zu beweisen. Dieser soll seine Freundin ermordet haben, kann sich selbst jedoch an nichts erinnern, weshalb Magnum und Higgins selbst die Ermittlungen aufnehmen und Verbindungen zum Syndikat „Die Company“ herstellen können. Unterdessen beschäftigen sich Rick und TC mit dem Fall gestohlener Haushaltsgeräte aus einer Sozialeinrichtung für Veteranen. |           |                          |                              |                      |                                             |                 |                                              |                 |
| 17 | 17        | Date Night 1             | Black is the Widow           | 4. März 2019         | 7. Aug. 2019                                | Kirstin Windell | Neil Tolkin                                  | 5,61 Mio.       |
| Die Tochter eines Mordopfers kontaktiert Magnum, da ihr Vater kurz vor seinem Tod eine größere Geldsumme von seinem Konto abgehoben hat und sie nun endlich die genauen Todesumstände erfahren möchte. Das HPD rund um Katsumoto konnte bisher keine heiße Spur finden, doch Magnum stößt auf ein Dating-Profil des Toten, das darauf schließen lässt, dass eines seiner Dates der Mörder sein könnte. Auch Überwachungskameras aus der Bank bestätigen diesen Verdacht. So entschließt sich der Privatdetektiv dazu, selbst die Dates des Toten zu treffen, um so möglicherweise den Täter aufzuspüren. |           |                          |                              |                      |                                             |                 |                                              |                 |
| 18 | 18        | Ziemlich beste Freunde 1 | A Kiss Before Dying          | 11. März 2019        | 14. Aug. 2019                               | Bryan Spicer    | Barbie Kligman & Ashley Charbonnet           | 6,05 Mio.       |
| Die Hunde von Robin Masters apportieren einen menschlichen Knochen, der Magnum und Higgins zu zwei Leichen im Wald führt. Katsumoto erkennt dabei, dass es sich um seinen ehemaligen Partner, der fünf Jahre zuvor spurlos verschwand, und dessen Hund handeln muss. Wegen Befangenheit wird Katsumoto vom Fall abgezogen, ermittelt jedoch heimlich zusammen mit Magnum weiter. Beide können eine Nachricht in Stenografie entschlüsseln, die zum Fall einer verschwundenen Schülerin führt, in deren Fall der Tote vor seinem Ableben ermittelt hat. |           |                          |                              |                      |                                             |                 |                                              |                 |
| 19 | 19        | Piraten Ahoi!            | Blood in the Water           | 25. März 2019        | 21. Aug. 2019                               | Karen Gaviola   | Gene Hong                                    | 5,74 Mio.       |
| Während der Überführung von Robin Masters neuer Yacht erhalten Magnum und Higgins einen Notruf. Der Absender scheint mit einem kleinen Fischerboot in Seenot zu sein, doch wie Magnum und Higgins am eigenen Leibe erfahren müssen, sind er und sein Komplize Piraten, die die Yacht stehlen, Higgins anschießen und im Anschluss sie und Magnum im Meer zurücklassen. Beide versuchen daraufhin, zum Festland zu schwimmen, stellen allerdings fest, dass sie über sechs Meilen vor sich haben und das mit der blutenden und geschwächten Higgins schier unmöglich scheint. Unterdessen macht Kumu TC und Rick auf das Verschwinden ihrer Freude aufmerksam, woraufhin beide die Ermittlungen aufnehmen. |           |                          |                              |                      |                                             |                 |                                              |                 |
| 20 | 20        | Letzter Einsatz 1        | The Day It All Came Together | 1. Apr. 2019         | 28. Aug. 2019                               | Bryan Spicer    | Peter M. Lenkov & Eric Guggenheim            | 5,54 Mio.       |
| Kurz nachdem Magnum Higgins gefragt hat, ob sie offiziell die Partnerin in seiner Detektei werden möchte, wird er von Bundesagenten vom FBI festgenommen, die ihm vorwerfen, Falschgeld in Umlauf gebracht zu haben. Magnum kann später zwar seine Unschuld belegen, indem er beweist, dass einer seiner Klienten ihn mit dem Falschgeld bezahlt hat, nur wird dieser und ein weiterer Mann tot aufgefunden. Wenig später wird Magnum von Hannah aufgesucht, die zugibt, für die Toten verantwortlich zu sein. Sie erklärt ihm, TC und Rick, dass sie in Afghanistan einst in Erfahrung brachte, dass ihr Vater, ein CIA-Agent, von anderen korrupten CIA-Agenten gefangen gehalten wird. Die Abtrünnigen wollten den Gefangenen nur im Tausch gegen den Goldschatz freilassen, weshalb Hannah andere Quellen kontaktierte. Von einem Informanten erfuhr sie schließlich den Aufenthaltsort des Schatzes, musste im Gegenzug aber ihre Freunde verraten und tat dies auch, da sie annahm, die vier würden gegenseitig auf sich aufpassen können. Nachdem es Hannah jedoch auch auf Oʻahu nicht schaffte, das Edelmetall in ihren Besitz zu bekommen, entschied sie sich dafür, einen Geldfälscher als Tauschobjekt anzubieten. Um diesen aufzuspüren beauftragte sie das Opfer, das den Fall wiederum an Magnum weiterreichte. Doch als letzterer Erfolg hatte, wollte das Opfer von Hannah eine Gegenleistung haben, woraufhin es von der ehemaligen Soldatin erschossen wurde. Um nun Hannahs Vater aus den Fängen der korrupten CIA-Agenten zu befreien, muss Magnum den erneut untergetauchten Geldfälscher aufspüren und gleichzeitig Katsumoto und das HPD vom Fall fernhalten. |           |                          |                              |                      |                                             |                 |                                              |                 |

## Staffel 2
Die Erstausstrahlung der zweiten Staffel erfolgt vom 27. September 2019 bis zum 8. Mai 2020 auf dem US-amerikanischen Sender CBS. Die deutschsprachige Erstausstrahlung war vom 13. Mai bis zum 15. Juli 2020 auf dem Free-TV-Sender VOX zu sehen.
| Nr. (ges.) | Nr. (St.) | Deutscher Titel           | Originaltitel              | Erstausstrahlung USA | Deutschsprachige Erstausstrahlung (D) | Regie               | Drehbuch                                                    | Zuschauer (USA) |
| --- | --------- | ------------------------- | -------------------------- | -------------------- | ------------------------------------- | ------------------- | ----------------------------------------------------------- | --------------- |
| 21 | 1         | Neubeginn                 | Payback is for Beginners   | 27. Sep. 2019        | 13. Mai 2020                          | Bryan Spicer        | Peter M. Lenkov & Eric Guggenheim                           | 6,40 Mio.       |
| Magnum wird von einem Mann engagiert, der auffällige Suchverläufe im Internet von seiner Ehefrau gefunden hat. Die Bank, in der diese als stellvertretende Leiterin tätig ist, wurde wenige Wochen zuvor überfallen und ihr Chef getötet, weshalb sie sich nun scheinbar eine Waffe auf dem Schwarzmarkt zugelegt hat. Schnell wird Magnum und Higgins klar, dass sich die Ehefrau nicht schützen, sondern Rache üben möchte. Doch als wenig später tatsächlich einer der Bankräuber ermordet aufgefunden wird und auch das HPD rund um Katsumoto die Ermittlungen aufnimmt, rückt der Raubüberfall in ein neues Licht und das Blatt wendet sich für die Ehefrau. |           |                           |                            |                      |                                       |                     |                                                             |                 |
| 22 | 2         | Ganovenehre 1             | Honor Among Thieves        | 4. Okt. 2019         | 13. Mai 2020                          | Carlos Bernard      | Gene Hong                                                   | 6,09 Mio.       |
| Magnum und Higgins werden vom Taschendieb Jin kontaktiert, dem verdächtige Nachrichten auf einem der geklauten Handys aufgefallen sind. Die Spur führt das Trio direkt zu einer Geiselnahme einer Frau, die die Privatermittler zeitnah beenden können. Doch wie sich herausstellt, wurde auch ihr Ehemann, ein Arzt, von Unbekannten entführt. Gemeinsam mit dem HPD kommt Magnum so auf die Spur eines vermeintlich ermordeten Mafiabosses aus Boston, der sich auf Hawaii scheinbar ein neues Leben aufgebaut hat. |           |                           |                            |                      |                                       |                     |                                                             |                 |
| 23 | 3         | Kriegslist                | Knight Lasts Forever       | 11. Okt. 2019        | 20. Mai 2020                          | Eagle Egilsson      | Neil Tolkin                                                 | 6,43 Mio.       |
| Auf dem Anwesen von Robin Masters erwartet Higgins Gäste, die sich als Angehörige von Masters’ Verleger ausgeben. Doch schon bald nach dem Eintreffen stellt sich heraus, dass es sich bei den Besuchern um Betrüger handelt, die sich so Zugang zum Anwesend verschaffen wollten. Die Gruppe nimmt Higgins und Kumu gefangen und versucht, über beide an den Zahlencode für Masters’ geheimen Wandsafe zu gelangen. Dort vermuten sie, die Identität des Mannes zu finden, der dem „White Knight“, der Protagonist in Masters Romanen, als Vorbild diente. Während Higgins verhört wird, findet sie so heraus, dass es ein unbekannter Auftraggeber auf Magnum abgesehen hat. |           |                           |                            |                      |                                       |                     |                                                             |                 |
| 24 | 4         | Das Schweigen der Männer  | Dead Inside                | 18. Okt. 2019        | 20. Mai 2020                          | Krishna Rao         | Barbie Kligman                                              | 5,79 Mio.       |
| Katsumoto engagiert Magnum und Higgins, einem Verdacht von ihm nachzugehen. Demnach ist einer seiner Kollegen ein korrupter Polizist, der Beweismittel in einem Mordfall verschwinden ließ, um so einen Verdächtigen zu entlasten. Als beide die Ermittlungen aufnehmen scheint zuerst alles Katsumotos Verdacht zu bestätigen, doch der verdächtigte Officer kann beide letztendlich von seiner Unschuld überzeugen. Stattdessen deutet alles auf dessen Partner hin und auch ein gesuchter Krimineller scheint im Fall eine wichtige Rolle zu spielen. |           |                           |                            |                      |                                       |                     |                                                             |                 |
| 25 | 5         | Spuknacht                 | Make It ’Til Dawn          | 25. Okt. 2019        | 27. Mai 2020                          | Bryan Spicer        | Gene Hong & Tera Tolentino                                  | 5,97 Mio.       |
| Da sich an Halloween die Ereignisse überschlagen, teilen sich Magnum und seine Freunde auf verschiedene Fälle auf: Rick und Higgins übernachten in einem Haus, in dem es der Bewohnerin zufolge spuken soll. Währenddessen begeben sich Magnum und Jin auf eine Halloweenparty, wo sie einen untergetauchten Gesuchten vermuten, für den Jin zuvor die Kaution gestellt hat. Beide Fälle kommen zusammen, als das HPD rund um Katsumoto feststellen muss, dass ein Serienmörder aus einem Gefangenentransport fliehen konnte. Dieser hatte zwanzig Jahre zuvor in Rick’s und Higgins’s Spukhaus gemordet und versucht nun, sich mit seiner Sträflingskleidung unauffällig unter die Partygäste von Magnums Feier zu mischen. |           |                           |                            |                      |                                       |                     |                                                             |                 |
| 26 | 6         | Mord wie gedruckt 1       | Lie, Cheat, Steal, Kill    | 1. Nov. 2019         | 27. Mai 2020                          | Ron Underwood       | Alfredo Barrios Jr.                                         | 6,42 Mio.       |
| Der Privatdetektiv Harry Brown leitet einen Fall an Magnum weiter, dessen Auftraggeberin sich als Magnums neue Beziehung Abby rausstellt. Die Strafverteidigerin wollte von den Behörden unbeobachtet Ermittlungen gegen ihren Klienten in Auftrag geben, da sie nicht an dessen Unschuld in einem Mordprozess glaubt. Durch geschickte Manipulation gelingt es Magnum und Higgins, dass sie der Verdächtige zu der vermissten Leiche führt. Doch als sie dem vermeintlichen Täter eine Falle stellen wollen, damit dieser ein Geständnis ablegt, gerät Kumu zunehmend in Gefahr. |           |                           |                            |                      |                                       |                     |                                                             |                 |
| 27 | 7         | Scheiden tut weh 1        | The Man in the Secret Room | 8. Nov. 2019         | 3. Juni 2020                          | Allison Liddi-Brown | Joe Gazzam                                                  | 6,69 Mio.       |
| Während Magnum einen Freund vertritt und dafür als Sicherheitschef in einem Hotel tätig ist, stürzt eine Frau vom Balkon ihres Zimmers in den Tod. Die Untersuchungen der Gerichtsmedizin ergeben, dass Fremdeinwirkung im Spiel war, und schon bald stoßen Magnum und Higgins bei ihren Nachforschungen auf einen zweiten Mordfall innerhalb der Mauern des Hotels. Dieser ereignete sich in einer geheimen Suit des Resorts, die vermehrt für Liebesaffären gemietet wurde. Beide Taten scheinen zusammenzuhängen und vom selben Täter begangen worden zu sein. |           |                           |                            |                      |                                       |                     |                                                             |                 |
| 28 | 8         | Nichts als die Wahrheit   | He Came by Night           | 15. Nov. 2019        | 3. Juni 2020                          | Antonio Negret      | Barbie Kligman                                              | 6,55 Mio.       |
| Magnum und Higgins werden von einer verzweifelten Ehefrau kontaktiert, der in der Nacht zuvor aus ihrem Haus drei Millionen US-Dollar gestohlen wurden. Ihren Aussagen zufolge wird ihr inhaftierter Mann im Gefängnis von zwei Mitinsassen bedroht, weshalb sie, die Angestellte eines Kreuzfahrtschiffes, mithilfe des Geldes für die Erpresser Drogen zwischen den Inseln schmuggelt. Im Interesse ihrer Mandantin beschließen Magnum und Higgins daraufhin, Katsumoto und das HPD zunächst aus dem Spiel zu lassen und selbst zu versuchen, den Fall zu lösen. Währenddessen werden Rick, TC und Shammy auf einen Mann aufmerksam, der scheinbar die Identität eines verstorbenen Veteranen angenommen hat. |           |                           |                            |                      |                                       |                     |                                                             |                 |
| 29 | 9         | Freundschaftsdienst 1     | A Bullet Named Fate        | 22. Nov. 2019        | 10. Juni 2020                         | Doug Hannah         | Neil Tolkin Idee: Scarlett Lacey & Neil Tolkin              | 6,72 Mio.       |
| Als der Privatdetektiv Harry Brown in einem Erbschaftsfall ermittelt, wird er von einer unbekannten Person angeschossen und lebensbedrohlich verletzt. Magnum und Higgins entscheiden sich daraufhin, nach dem Täter zu suchen, und gelangen so auf die Fährte eines Mord- sowie Entführungsfalls. Allem Anschein nach stieß Brown bei seinen Erbschaftsermittlungen auf Hinweise für einen seiner älteren Fälle, bei dem es um das Verschwinden eines neunjährigen Mädchens ging. |           |                           |                            |                      |                                       |                     |                                                             |                 |
| 30 | 10        | Illegal 1                 | Blood Brothers             | 6. Dez. 2019         | 10. Juni 2020                         | Peter Weller        | Peter M. Lenkov & Eric Guggenheim                           | 6,33 Mio.       |
| Magnum, Higgins, Rick und TC werden von Paulie, dem älteren Bruder von Sebastian Nuzo, kontaktiert. Wie dieser der Gruppe erzählt, hat er den sechzehnjährigen Afghanen Ahmed, den er einst in Afghanistan kennenlernte und mit dessen Mutter er eine Beziehung führte, auf einem Containerschiff nach Hawaii geschmuggelt. Der Junge, der vor der Einwanderungsbehörde mit einem Floß fliehen musste, kam daraufhin zuerst in einem Obdachlosencamp unter, wurde allerdings von einer vermeintlichen Hilfsorganisation entführt. Die ehemaligen Kameraden versuchen nun zusammen, den Gesuchten aufzuspüren. |           |                           |                            |                      |                                       |                     |                                                             |                 |
| 31 | 11        | Streng geheim!            | Day I Met The Devil        | 13. Dez. 2019        | 17. Juni 2020                         | Kristin Windell     | Alfredo Barrios Jr.                                         | 6,12 Mio.       |
| Als der Sohn von Magnums ehemaligem Vorgesetzten Captain Buck Greene gekidnappt wird, fordern die Entführer, dass der Offizier Magnum in einen Einsatz nach Argentinien schickt. Unter dem Vorwand der Reaktivierung aus dem Reservistendienst beauftragt Greene Magnum mit der Mission, den Waffenhändler Marwan Hayek in Argentinien gefangen zu nehmen und an die Vereinigten Staaten zu überstellen. Magnum bekommt zwei vermeidliche CIA-Agenten zur Seite gestellt, die jedoch schnell sein Misstrauen erwecken. Als der Privatdetektiv auf Hayeks Anwesen schließlich herausfindet, dass es sich bei der Zielperson um einen US-Informanten handelt, entpuppt sich einer der CIA-Agenten als Verbrecher Ivan, dem Hayek bei seinen Geschäften in die Quere kam. Ivan war es auch, der einst auf dem Anwesen von Robin Masters versuchte, die wahre Identität von Magnum zu erfahren, um so über ihn an Hayek zu gelangen. |           |                           |                            |                      |                                       |                     |                                                             |                 |
| 32 | 12        | Flucht nach vorn 1        | Desperate Measures         | 3. Jan. 2020         | 17. Juni 2020                         | Maja Vrvillo        | Peter M. Lenkov & Eric Guggenheim                           | 7,83 Mio.       |
| Nachdem Magnum und Higgins zusammen mit der Five-0-Taskforce eine Liste mit verdeckten Agenten der Vereinigten Staaten sicherstellen konnten, später allerdings der Ermittler Junior Reigns entführt wurde, werden die Privatdetektive von Tani Rey und Quinn Liu aufgesucht. Wie beide berichten, fordern Juniors Entführer im Gegenzug für dessen Freilassung die Liste der verdeckten Agenten. Da die restlichen Five-0-Mitglieder von der CIA festgehalten werden, um eben dieses Tauschgeschäft zu verhindern, ist es nun an Magnum und dessen Freunden, das Leben von Junior zu retten. Schon bald könne sie die Liste beim Five-0-Vertrauten und TC-Konkurrenten Kamekona ausfindig machen, doch neue Probleme entstehen, als sich der chinesische Geheimdienst als Gegenspieler entpuppt. |           |                           |                            |                      |                                       |                     |                                                             |                 |
| 33 | 13        | Jeder ist verdächtig 1    | Mondays Are For Murder     | 10. Jan. 2020        | 24. Juni 2020                         | Alexandra LaRoche   | Alfredo Barrios Jr. Idee: Peter M. Lenkov & Eric Guggenheim | 7,04 Mio.       |
| Magnum wird vom Chef einer Firma, die Sonnencreme verkauft, kontaktiert, da kürzlich einer seiner Mitarbeiter im Treppenhaus des Firmengebäudes stürzte und daraufhin verstarb. Ohne konkrete Beweise, aber mit dem Verdacht, dass Fremdeinwirkung im Spiel sein könnte, beauftragt er Magnum, dem Fall nachzugehen. Dabei wird dieser von TC unterstützt, da Higgins aus persönlichen Gründen verhindert ist. Getarnt als Beurteilen der Angestellten führen beide nacheinander mit allen Mitarbeiten Gespräche und können so herausfinden, dass der Verstorbene einen äußerst schlechten Ruf genoss. Als sich schließlich herausstellt, dass es sich tatsächlich zumindest um Totschlag handelt, beginnt die Tätersuche unter den rund 100 Angestellten. |           |                           |                            |                      |                                       |                     |                                                             |                 |
| 34 | 14        | Die Augenzeugin 1         | A Game of Cat and Mouse    | 31. Jan. 2020        | 24. Juni 2020                         | Roderick Davis      | Gene Hong                                                   | 7,05 Mio.       |
| Magnum und Higgins werden von Jin, der wegen Verstoßes gegen seine Bewährungsauflagen im Gefängnis sitzt, kontaktiert. Er stellt ihnen einen Mithäftlinge vor, der offenbart, dass er von einem Insassen weiß, der aus dem Gefängnis heraus einen Mord in Auftrag gegeben hat. Am beschriebenen Ort zur beschriebenen Zeit kommt es tatsächlich zu einem Schusswechsel, bei dem ein junger Mann schwer verwundet wird, doch wie sich durch Aufnahmen von Passanten später herausstellt, scheint das Opfer nicht das eigentliche Ziel des Mordanschlages gewesen zu sein. Stattdessen sollte dessen Schwester getroffen werden. Diese befindet sich nun auf der Flucht vor den Auftragsmördern ebenso wie vor der Polizei, da sie illegal im Land ist. |           |                           |                            |                      |                                       |                     |                                                             |                 |
| 35 | 15        | Auf der Flucht            | Say Hello to Your Past     | 10. Apr. 2020        | 1. Juli 2020                          | Avi Youabian        | Joe Gazzam                                                  | 7,40 Mio.       |
| Am Todestag ihres Mannes wird Kumu von einem verwundeten Mann überrascht. Nachdem sie ihn auf das Anwesen von Masters brachte und dort verarztete, zieht er eine Waffe und zwingt sie, mit ihm zu kommen. Wie er ihr auf der anschließenden Autofahrt erzählt, wird er von der Polizei gesucht, da man ihn verdächtigt, seine Frau umgebracht zu haben. Kumu gegenüber beteuert er seine Unschuld und kann die Witwe mit seinem Verhalten schließlich auch von dieser überzeugen. Kumu kann den vermeintlich Unschuldigen daraufhin davon überzeugen, auf der Insel zu bleiben und den Fall an Magnum und Higgins zu übertragen, die in der Zwischenzeit bereits auf das Verschwinden von Kumu aufmerksam wurden und eine Suche starteten. |           |                           |                            |                      |                                       |                     |                                                             |                 |
| 36 | 16        | Der Tod kam per App       | Farewell to Love           | 17. Apr. 2020        | 1. Juli 2020                          | Bronwen Hughes      | Ashley Charbonnet & Alfredo Barrios Jr.                     | 7,14 Mio.       |
| Um zwei verheirateten Ehepartnern den Ehebruch nachzuweisen, schleusen sich Magnum und Higgins als Liebespaar getarnt auf einen Romantikausflug. Allerdings werden schon bald ihre Fremdgeh-Ermittlungen gestört, als ein Gruppenmitglied erwürgt aufgefunden wird. Zunächst verbreiten die Privatermittler unter den Teilnehmern des Ausfluges, dass es sich um einen Unfall handelt, um den Täter nicht zu verschrecken. Doch als der Reisebus sabotiert und so die Weiterfahrt verhindert wird, geben sich beide als Privatdetektive zu erkennen und übernehmen die Ermittlungen. |           |                           |                            |                      |                                       |                     |                                                             |                 |
| 37 | 17        | Mit den Augen der Nacht 1 | The Night Has Eyes         | 24. Apr. 2020        | 8. Juli 2020                          | David Straiton      | Ashley Charbonnet                                           | 7,20 Mio.       |
| Magnum und Higgins werden von einer Witwe beauftragt, eine gestohlene Urne mit der Asche ihres Mannes ausfindig zu machen. Den vermeintlichen Dieb können die beiden Privatdetektive zwar schnell aufspüren, müssen jedoch feststellen, dass er offenbar mit ebenjener Urne erschlagen wurde. Im Laufe der Ermittlungen stellt sich heraus, dass sich scheinbar ein Gegenstand von großem Wert im gestohlenen Objekt befindet, von dem die Witwe nichts wusste. Dabei scheint alles mit einem Verkehrsunfall auf dem Festland einige Jahre zuvor zu tun zu haben. |           |                           |                            |                      |                                       |                     |                                                             |                 |
| 38 | 18        | Die Königin der Diebe 1   | A World of Trouble         | 1. Mai 2020          | 8. Juli 2020                          | Peter Weller        | Tera Tolentino & Neil Tolkin                                | 7,21 Mio.       |
| Für eine befreundete Schuldirektorin stellt Kumu den Kontakt zu Magnum und Higgins her. Wie diese Ausführt, bekommt ihre Schule seit einiger Zeit durch eine anonyme Person Spenden nach Wunsch, die zur Infrastruktur der Einrichtung beitragen. Da ein von der Schule ausgesprochener Wunsch allerdings noch nicht erfüllt wurde, macht sich die Direktorin Sorgen um den anonymen Spender. Die Privatdetektive finden durch einige der Spendenobjekte heraus, dass es sich bei diesen um Diebesgut handelt. So kommen Magnum und Higgins schließlich über Verkehrskameras auf die Spur des Wohltäters, der sich allerdings selbst im Visier von Kriminellen befindet. |           |                           |                            |                      |                                       |                     |                                                             |                 |
| 39 | 19        | Ein Fall für zwei 1       | May The Best One Win       | 8. Mai 2020          | 15. Juli 2020                         | Rocky Carroll       | Gene Hong                                                   | 6,87 Mio.       |
| Eine Scheidungsmediatorin übermittelt ein Ehepaar an Magnum und Higgins. Beide Ehepartner beschuldigen sich gegenseitig, untreu gewesen zu sein, weshalb Magnum für den Ehemann und Higgins für die Ehefrau arbeitet. Im Laufe der Ermittlungen stellt sich heraus, dass beide Klienten weiterhin Gefühle füreinander hegen und keiner von ihnen untreu war. Vielmehr befindet sich der Mann in Schwierigkeiten, die mit seiner Vergangenheit zu tun haben und auch die Probleme in der Ehe verursachten. |           |                           |                            |                      |                                       |                     |                                                             |                 |
| 40 | 20        | Alles ganz legal 1        | A Leopard on the Prowl     | 8. Mai 2020          | 15. Juli 2020                         | Bryan Spicer        | Eric Guggenheim & Peter M. Lenkov                           | 6,09 Mio.       |
| Als Rick Veränderungen bei Icepick feststellt, verfolgt er diesen eines Nachts und stellt so fest, dass seine Vaterfigur erneut in kriminelle Machenschaften verwickelt ist. Rick kann ihn zwar vermeintlich von der Tat abhalten, doch aus den Nachrichten erfährt er, dass Icepick nichtsdestotrotz mit einem Komplizen einen Überfall beging, bei dem ein Wachmann ums Leben kam. Auch Icepick selbst wurde von seinem Komplizen angeschossen und verwundet zurückgelassen. Als Rick realisiert, dass er sich womöglich mitschuldig gemacht hat, beauftragt er Magnum und Higgins, zumindest den Mörder ausfindig zu machen. |           |                           |                            |                      |                                       |                     |                                                             |                 |

## Staffel 3
Die Erstausstrahlung der dritten Staffel erfolgte vom 4. Dezember 2020 bis zum 7. Mai 2021 auf dem US-amerikanischen Sender CBS. Die deutschsprachige Erstausstrahlung war vom 23. April bis zum 18. Juni 2021 auf dem Free-TV-Sender VOX zu sehen.
| Nr. (ges.) | Nr. (St.) | Deutscher Titel          | Originaltitel                         | Erstausstrahlung USA | Deutschsprachige Erstausstrahlung (D) | Regie          | Drehbuch                                                      | Zuschauer (USA) |
| --- | --------- | ------------------------ | ------------------------------------- | -------------------- | ------------------------------------- | -------------- | ------------------------------------------------------------- | --------------- |
| 41 | 1         | Neue Ordnung 1           | Double Jeopardy                       | 4. Dez. 2020         | 23. Apr. 2021                         | Bryan Spicer   | Peter M. Lenkov & Eric Guggenheim                             | 5,50 Mio.       |
| Magnum und Higgins werden von einer Mandantin beauftragt, ihren vermissten Bruder ausfindig zu machen, der sich allem Anschein nach auf Oʻahu auf der Flucht befindet. Unter Mithilfe von Katsumoto könne sie die Zielperson unter falscher Identität tatsächlich schnell finden, doch wie sich herausstellt, waren die Auftraggeber selbst diejenigen, vor denen der Verdächtige geflüchtet ist. So müssen Magnum und Higgins mitansehen, wie die Zielperson von ihren Mandanten umgebracht wird. Als auch sie daraufhin zur Zielscheibe werden, wird Higgins angeschossen. |           |                          |                                       |                      |                                       |                |                                                               |                 |
| 42 | 2         | Schnelles Geld           | Easy Money                            | 11. Dez. 2020        | 23. Apr. 2021                         | Bryan Spicer   | David Wolkove                                                 | 5,69 Mio.       |
| Da sowohl Magnum als auch Higgins finanzielle Schwierigkeiten haben, entscheiden sie sich dazu, einen lukrativen Auftrag anzunehmen. Beide sollen für eine Flugzeugvermietung eine entwendete Maschine auf der Insel ausfindig machen und zurückbringen. Als die Suche nach dem Flugzeug bereits nach kurzer Zeit von Erfolg gekrönt ist und beide mit der Maschine abheben wollen, werden sie von Unbekannten beschossen. Nach einer im Anschluss folgenden Notlandung im Dschungel finden Magnum und Higgins in einem versteckten Raum im Flugzeug eine bewusstlose Person. Wie sich herausstellt, sollte diese als Kronzeuge gegen einen Drogenring aussagen und dafür per Flugzeug ausgeflogen werden. Nun ist es an Magnum und Higgins, den Mann vor den zum Drogenring gehörenden Angreifern zu beschützen. |           |                          |                                       |                      |                                       |                |                                                               |                 |
| 43 | 3         | Echte Helden             | No Way Out                            | 18. Dez. 2020        | 30. Apr. 2021                         | Eagle Egilsson | Barbie Kligman                                                | 5,48 Mio.       |
| Magnum, Higgins und TC werden von der Einwanderungsbehörde vorgeladen, da einem Beamten die einige Zeit zuvor beantragten Ehen von Higgins mit Magnum und TC aufgefallen sind. Als die drei das Gebäude nach ihren Befragungen verlassen wollen, fallen Schüsse, der Strom wird abgestellt und das Handynetz wird unterbrochen. Über den Notausstieg können sich die drei aus einem Aufzug in einen verlassenen Korridor retten und aus einem Büro heraus per Festnetz Katsumoto über die Geiselnahme verständigen. Wie sich schon bald darauf herausstellt, wollen die Geiselnehmer die Freilassung eines inhaftierten Whistleblower erzwingen. Magnum, Higgins und TC entschließen sich gleichzeitig dazu, die Geiselnahme von innen heraus zu beenden.                                                         |           |                          |                                       |                      |                                       |                |                                                               |                 |
| 44 | 4         | Zeichen der Apokalypse 1 | First the Beatdown, Then the Blowback | 8. Jan. 2021         | 30. Apr. 2021                         | Eagle Egilsson | Eric Guggenheim & Mike Diaz Idee: Aaron Lam & Peter M. Lenkov | 5,87 Mio.       |
| Magnum und Higgins bekommen von Katsumoto einen Klienten übermittelt. Wie der Mann berichtet, ist seine Tochter nach einer Reise nicht wie verabredet am Flughafenterminal erschienen, weshalb er die Privatdetektive mit der Suche nach ihr beauftragt. Obwohl sich die vermisste Person schon bald darauf meldet und Entwarnung gibt, brechen Magnum und Higgins ihre Ermittlungen nicht ab, da sie beim Fall Verbindungen zum organisierten Verbrechen vermuten. Wie sich herausstellt, soll die professionelle MMA-Kämpferin für einen Ableger der Yakuza mit Absicht einen Kampf verlieren. Währenddessen wird gegen Kumu ermittelt, da sie einem Sammler einen rund 200 Jahre alten Schädel entwendet hat. Sie selbst vermutet hinter dem Objekt Diebesgut aus einer kulturellen Stätte.                    |           |                          |                                       |                      |                                       |                |                                                               |                 |
| 45 | 5         | Sturmwarnung             | The Day Danger Walked In              | 15. Jan. 2021        | 7. Mai 2021                           | Krishna Rao    | Peter M. Lenkov & Eric Guggenheim                             | 5,52 Mio.       |
| Gemeinsam mit seinem Freunden trifft Rick in seiner Bar Vorkehrungen für einen heraufziehenden Sturm. Als das Lokal daraufhin als Sammelpunkt während des Unwetters dient, suchen auch zwei vermeintliche Sicherheitsleute eines Geldtransporters Unterschlupf. Durch Zufall entdeckt Magnum, dass sich in ihrem Wagen zwei Leichen befinde und die bewaffneten Personen somit Kriminelle sind, deren Flucht durch das Unwetter gestört wurde. Magnum, Higgins, Rick, TC, Shammy, der befreundete Friseur Booky und Dr. Ethan Shah, der eine Beziehung mit Higgins führt, versuchen fortan, unbemerkt Katsumoto zu kontaktieren und die anderen Gäste in der Bar zu schützen. |           |                          |                                       |                      |                                       |                |                                                               |                 |
| 46 | 6         | Blutsbrüder 1            | Tell No One                           | 22. Jan. 2021        | 7. Mai 2021                           | Eagle Egilsson | Gene Hong                                                     | 5,86 Mio.       |
| Magnum und Higgins werden von einem Mann kontaktiert, dessen Frau am Vormittag mutmaßlich entführt wurde. Als sich schon bald darauf die Entführer melden und ein Lösegeld fordern, unterstützen die beiden Privatdetektive ihren Klienten bei der Geldübergabe. Nur wenig später finden beide allerdings die Geisel tot auf und entscheiden sich dazu, die Polizei bei der Mordermittlung zu unterstützen. Die Spur führt sie dabei zum engeren Familienkreis ihres ursprünglichen Auftraggebers. |           |                          |                                       |                      |                                       |                |                                                               |                 |
| 47 | 7         | Schmutzige Geschäfte     | Killer on the Midnight Watch          | 5. Feb. 2021         | 14. Mai 2021                          | Geoff Shotz    | Gene Hong                                                     | 5,70 Mio.       |
| Magnum und Higgins werden von einer Nachbarschaftswache kontaktiert, die vermutet, dass ein Anwohner möglicherweise einen Mord begangen haben könnte. Da die Polizei den Aussagen der Nachbarn nur wenig Glauben schenken möchte, übernehmen die beiden Privatdetektive die Ermittlungen und finden so tatsächlich eine Verbindung zwischen dem Verdächtigen und Menschenschmuggel. Als Magnum und Higgins den scheinbaren Kriminellen daraufhin stellen, stellt sich allerdings heraus, dass er illegale Einwanderer aus der Zwangsprostitution befreit. |           |                          |                                       |                      |                                       |                |                                                               |                 |
| 48 | 8         | Der Preis der guten Tat  | Someone To Watch Over Me              | 12. Feb. 2021        | 14. Mai 2021                          | Geoff Shotz    | Barbie Kligman                                                | 5,76 Mio.       |
| Higgins’ Freund Dr. Ethan Shah beauftragt die beiden Privatdetektive mit einem Fall. Ein Patient von ihm benötigt dringend eine lebensrettende Operation, ist allerdings abgetaucht, nachdem ihm Dr. Shah Fragen über ein seltsames Objekt in dessen Brustkorb gestellt hat. Die Spur führt Magnum und Higgins zu einem zwölf Jahre alten Mordfall, bei dem der Vater des Gesuchten einst als Hauptverdächtiger galt. Wie sich herausstellt, wurde der Patient über ein Jahrzehnt zuvor als Kind versehentlich von seinem Bruder mit der Tatwaffe seines Vaters angeschossen und daraufhin nur illegal ärztlich behandelt. Um seinen Vater auch weiterhin zu schützen, riskiert der Verletzte nun, dass die Kugel seine inneren Organe lebensbedrohlich verletzt.                                                 |           |                          |                                       |                      |                                       |                |                                                               |                 |
| 49 | 9         | Auf die harte Tour       | The Big Payback                       | 19. Feb. 2021        | 21. Mai 2021                          | Yangzom Brauen | David Wolkove                                                 | 5,97 Mio.       |
| Als Higgins von einem Unbekannten entführt wird und der Täter von Magnum fordert, eines Häftling aus einem Gefangenentransport zu befreien, entschließt sich der Privatdetektiv dazu, die Polizei und Katsumoto aus dem Spiel zu lassen. Magnum, Rick und TC überfallen daraufhin die Kolonne und fliehen mit dem Gefangenen, der sich zuvor als ein ehemaliger Mandant von Magnum entpuppte, den der Privatdetektiv hinter Gitter brachte. Bald darauf stellt sich der Entführer von Higgins als Sohn des Verbrechers heraus, der seinen Vater gegen die Geisel eintauschen möchte, doch das eigentliche Ziel der beiden ist die Rache an Magnum. |           |                          |                                       |                      |                                       |                |                                                               |                 |
| 50 | 10        | Die Wahl der Worte       | The Long Way Home                     | 5. März 2021         | 21. Mai 2021                          | Yangzom Brauen | Katie Varney Idee: Peter M. Lenkov & Eric Guggenheim          | 5,63 Mio.       |
| Magnum wird von einer Mandantin aufgesucht, die ein Briefumschlag mit Geld von ihrem eigentlich in Afghanistan stationierten Ehemann erhalten hat. Schon bald stellt sich im Zuge der Ermittlungen heraus, dass der Soldat eigentlich Heimaturlaub hatte, aus irgendeinem Grund allerdings nicht sein zu Hause aufgesucht hat. Stattdessen erfährt Magnum durch einen Taxifahrer, dass der Gesuchte darüber informiert wurde, dass nur kurz zuvor seine gesamte Einheit getötet wurde, und er daraufhin selbst von Schuldgefühlen geplagt war. Magnum erkennt nun, dass es an ihm liegt, möglicherweise ein weiteres Leben zu retten. |           |                          |                                       |                      |                                       |                |                                                               |                 |
| 51 | 11        | Gefährliche Liebschaften | The Lies We Tell                      | 26. März 2021        | 28. Mai 2021                          | Ruba Nadda     | Katie Varney                                                  | 5,62 Mio.       |
| Magnum und Higgins werden von einer Mandantin kontaktiert, die Zeugin der Ermordung ihrer Affäre wurde. Aus Angst vor der Reaktion ihres Ehemannes möchte sie die Polizei vorerst nicht informieren, woraufhin die beiden Privatdetektive mit ihren Ermittlungen beginnen. Schon bald stellt sich heraus, dass der Tote selbst ein Trickbetrüger war und unter falscher Identität seine zahlreichen Liebschaften mit heimlich aufgenommenen Videoaufnahmen erpresste. Magnum und Higgins stehen nun einem großen Personenkreis an Verdächtigen gegenüber, während ihre Mandantin selbst als einzige Zeugin zur Zielscheibe der Mörder wird. |           |                          |                                       |                      |                                       |                |                                                               |                 |
| 52 | 12        | Auf den Hund gekommen    | Dark Harvest                          | 2. Apr. 2021         | 28. Mai 2021                          | Ruba Nadda     | Gene Hong                                                     | 5,37 Mio.       |
| Eine Veteranin tritt an Magnum und Higgins heran, da ihr Auto an einer Tankstelle gestohlen wurde. In dem Wagen befand sich auch ihr Hund, der für sie von großer Bedeutung ist, da er ihr durch eine schwere Zeit half. Der Fahrzeugdiebstahl gerät jedoch in den Hintergrund, als sich bereits nach kurzer Zeit herausstellt, dass es sich beim vermeintlichen Täter selbst um ein Entführungsopfer handelt, das vermutlich nur vor seinen Geiselnehmern flüchten wollte. Im Verlauf der Ermittlungen wird Magnum und Higgins schließlich bewusst, dass der Vermisste von koreanischen Kriminellen zur Organspenden gezwungen werden soll. |           |                          |                                       |                      |                                       |                |                                                               |                 |
| 53 | 13        | Es war Mord! 1           | Cry Murder                            | 9. Apr. 2021         | 4. Juni 2021                          | Peter Weller   | Peter M. Lenkov & Eric Guggenheim Idee: Emily Singer          | 5,61 Mio.       |
| 54 | 14        | Todesgeflüster           | Whispers of Death                     | 16. Apr. 2021        | 4. Juni 2021                          | Peter Weller   | Tera Tolentino                                                | 5,58 Mio.       |
| 55 | 15        | Mord mit Aussicht        | Before The Fall                       | 30. Apr. 2021        | 11. Juni 2021                         | Kurt Jones     | Mike Diaz                                                     | 5,35 Mio.       |
| 56 | 16        | Die Qual der Wahl        | Bloodline                             | 7. Mai 2021          | 18. Juni 2021                         | Avi Youabian   | Eric Guggenheim & Geoffrey Thorne                             | 5,00 Mio.       |

## Staffel 4
Die Erstausstrahlung der vierten Staffel erfolgte vom 1. Oktober 2021 bis zum 6. Mai 2022 auf dem US-amerikanischen Sender CBS. Die deutschsprachige Erstausstrahlung war vom 1. Mai 2022 bis zum 1. Juli 2022 auf RTL+ zu sehen.
| Nr. (ges.) | Nr. (St.) | Deutscher Titel                  | Originaltitel                 | Erstausstrahlung USA | Deutschsprachige Erstausstrahlung (D) | Regie               | Drehbuch                                 | Zuschauer (USA) |
| ---------- | --------- | -------------------------------- | ----------------------------- | -------------------- | ------------------------------------- | ------------------- | ---------------------------------------- | --------------- |
| 57         | 1         | Tropische Gefühle                | Island Vibes                  | 1. Okt. 2021         | 1. Mai 2022                           | Bryan Spicer        | Eric Guggenheim & Gene Hong              | 5,23 Mio.       |
| 58         | 2         | Alleinflug                       | The Harder they Fall          | 8. Okt. 2021         | 1. Mai 2022                           | Doug Hannah         | David Wolkove                            | 5,20 Mio.       |
| 59         | 3         | Schein oder Sein                 | Texas Wedge                   | 15. Okt. 2021        | 1. Mai 2022                           | Antonio Negret      | Gene Hong                                | 5,37 Mio.       |
| 60         | 4         | Tod durch Lügen                  | Those We Leave Behind         | 22. Okt. 2021        | 1. Mai 2022                           | Allison Liddi-Brown | Barbie Kligman                           | 5,07 Mio.       |
| 61         | 5         | Bis in den Tod                   | Til Death                     | 5. Nov. 2021         | 1. Mai 2022                           | Eagle Eglisson      | Katie Varney                             | 5,59 Mio.       |
| 62         | 6         | Mein Freund, der Mörder          | Devil On The Doorstep         | 12. Nov. 2021        | 1. Mai 2022                           | Claudia Yarmy       | Tera Tolentino                           | 5,45 Mio.       |
| 63         | 7         | Alter schützt vor Morden nicht   | A New Lease On Death          | 19. Nov. 2021        | 1. Mai 2022                           | Ruba Nadda          | Barbie Kligman & Zachary Knighton        | 5,17 Mio.       |
| 64         | 8         | Aufgeflogen!                     | A Fire in the Ashes           | 3. Dez. 2021         | 1. Mai 2022                           | Lisa Robinson       | David Slack                              | 5,34 Mio.       |
| 65         | 9         | Familienfest und noch mehr Ärger | Better Watch Out              | 10. Dez. 2021        | 1. Mai 2022                           | Ruba Nadda          | Katie Varney                             | 5,55 Mio.       |
| 66         | 10        | Der Mann ihrer Träume            | Dream Lover                   | 7. Jan. 2022         | 1. Mai 2022                           | Avi Youabian        | David Wolkove                            | 5,32 Mio.       |
| 67         | 11        | Das Supertalent                  | If I Should Die Before I Wake | 14. Jan. 2022        | 1. Juli 2022                          | Lin Oeding          | Gene Hong & Andrew Jackson               | 5,77 Mio.       |
| 68         | 12        | Todesengel                       | Angels Sometimes Kill         | 21. Jan. 2022        | 1. Juli 2022                          | Marcus Stokes       | Mike Diaz & Barbie Kligman               | 5,43 Mio.       |
| 69         | 13        | Unvergessen                      | Judge Me Not                  | 28. Jan. 2022        | 1. Juli 2022                          | Benny Boom          | David Slack                              | 5,22 Mio.       |
| 70         | 14        | Die Informantin                  | Run, Baby, Run                | 25. Feb. 2022        | 1. Juli 2022                          | Roderick Davis      | David Wolkove                            | 5,21 Mio.       |
| 71         | 15        | Vergifteter Auftrag              | Dead Man Walking              | 4. März 2022         | 1. Juli 2022                          | David Straiton      | Gene Hong                                | 4,88 Mio.       |
| 72         | 16        | Der Bombenleger 1                | Evil Walks Softly             | 11. März 2022        | 1. Juli 2022                          | Alexandra La Roche  | Tera Tolentino                           | 5,01 Mio.       |
| 73         | 17        | Für meine Mutter                 | Remember Me Tomorrow          | 1. Apr. 2022         | 1. Juli 2022                          | Bryan Spicer        | Mike Diaz, Barbie Kligman & Katie Varney | 4,87 Mio.       |
| 74         | 18        | Geister der Vergangenheit        | Shallow Grave, Deep Water     | 8. Apr. 2022         | 1. Juli 2022                          | Jay Hernández       | David Slack                              | 5,31 Mio.       |
| 75         | 19        | Filmriss                         | The Long Sleep                | 29. Apr. 2022        | 1. Juli 2022                          | Eagle Egilsson      | Mike Diaz, Andre Jackson & David Wolkove | 4,81 Mio.       |
| 76         | 20        | Annäherungen                     | Close to Home                 | 6. Mai 2022          | 1. Juli 2022                          | Bryan Spicer        | Eric Guggenheim                          | 5,06 Mio.       |

## Staffel 5
Die Erstausstrahlung der fünften Staffel erfolgt in zwei Teilen. Die ersten zehn Folgen wurden vom 19. Februar bis zum 23. April 2023 auf NBC ausgestrahlt. Die restlichen zehn Episoden wurden vom 4. Oktober 2023 bis zum 3. Januar 2024 beim Sender veröffentlicht. Die ersten 16 Folgen der deutschsprachige Erstausstrahlung waren vom 2. August 2024 bis zum 23. August 2024 auf VOX zu sehen. Aufgrund der schlechten Quoten wurde das Serienfinale mit den Folgen 17 bis 20 jedoch nicht bei VOX, sondern am 1. September 2024 auf VOXup ausgestrahlt.
| Nr. (ges.) | Nr. (St.) | Deutscher Titel                        | Originaltitel                 | Erstausstrahlung USA | Deutschsprachige Erstausstrahlung (D) | Regie            | Drehbuch                                          | Zuschauer (USA) |
| ---------- | --------- | -------------------------------------- | ----------------------------- | -------------------- | ------------------------------------- | ---------------- | ------------------------------------------------- | --------------- |
| 77         | 1         | Der Neue                               | The Passenger                 | 19. Feb. 2023        | 2. Aug. 2024                          | Bryan Spicer     | Eric Guggenheim                                   | 3,87 Mio.       |
| 78         | 2         | Mörderische Brandung                   | The Breaking Point            | 19. Feb. 2023        | 2. Aug. 2024                          | Bryan Spicer     | Gene Hong                                         | 3,30 Mio.       |
| 79         | 3         | Ein neuer Job                          | Number one with a Bullet      | 26. Feb. 2023        | 2. Aug. 2024                          | Eagle Egilsson   | David Wolkove                                     | 3,70 Mio.       |
| 80         | 4         | Vier Stunden                           | NSFW                          | 5. März 2023         | 2. Aug. 2024                          | Eagle Egilsson   | David Slack                                       | 3,56 Mio.       |
| 81         | 5         | Ein haariger Fall                      | Welcome to Paradise, Now Die! | 12. März 2023        | 9. Aug. 2024                          | Marcus Stokes    | Tera Tolentino                                    | 3,29 Mio.       |
| 82         | 6         | Paar oder nicht Paar?                  | Dead Ringer                   | 19. März 2023        | 9. Aug. 2024                          | Marcus Stokes    | Barbie Kligman                                    | 3,07 Mio.       |
| 83         | 7         | Familienjuwelen                        | Birthright                    | 26. März 2023        | 9. Aug. 2024                          | Doug Hannah      | Andre Jackson & Eric Guggenheim                   | 2,73 Mio.       |
| 84         | 8         | Panikraum                              | Dark Skies                    | 2. Apr. 2023         | 9. Aug. 2024                          | Doug Hannah      | Andrew Blazensky & Tera Tolentino                 | 3,59 Mio.       |
| 85         | 9         | Aus den Augen, aus dem Sinn            | Out of Sight, Out of Mind     | 16. Apr. 2023        | 16. Aug. 2024                         | Jay Hernández    | David Slack                                       | 3,29 Mio.       |
| 86         | 10        | Totgeglaubte                           | Charlie Foxtrot               | 23. Apr. 2023        | 16. Aug. 2024                         | Lisa Robinson    | David Wolkove                                     | 3,12 Mio.       |
| 87         | 11        | Killer mit Prinzipien                  | Hit and Run                   | 4. Okt. 2023         | 16. Aug. 2024                         | David Straiton   | Gene Hong                                         | 3,57 Mio.       |
| 88         | 12        | Zwei Fliegen mit einer Klappe          | Three Bridges                 | 11. Okt. 2023        | 16. Aug. 2024                         | David Straiton   | Barbie Kligman                                    | 3,21 Mio.       |
| 89         | 13        | Ein genussvoller Raubzug               | Appetite For Danger           | 18. Okt. 2023        | 23. Aug. 2024                         | Ruba Nadda       | Eric Guggenheim & David Slack                     | 3,15 Mio.       |
| 90         | 14        | Schutzengel in Gefahr                  | Night Has A Thousand Eyes     | 25. Okt. 2023        | 23. Aug. 2024                         | Ruba Nadda       | Tera Tolentino                                    | 3,10 Mio.       |
| 91         | 15        | Das Geschäft mit dem ungeborenen Leben | The Retrieval                 | 1. Nov. 2023         | 23. Aug. 2024                         | Benny Boom       | Gene Hong & Katie Varney                          | 2,95 Mio.       |
| 92         | 16        | Frommes Lamm trifft böse Wölfe         | Run with the Devil            | 15. Nov. 2023        | 23. Aug. 2024                         | Benny Boom       | David Wolkove                                     | 3,32 Mio.       |
| 93         | 17        | Hör auf dein Bauchgefühl               | Consciousness of Guilt        | 6. Dez. 2023         | 1. Sept. 2024                         | Zachary Knighton | Andre Jackson & David Slack                       | 2,93 Mio.       |
| 94         | 18        | Außerschulische Aktivitäten            | Extracurricular Activities    | 13. Dez. 2023        | 1. Sept. 2024                         | Perdita Weeks    | Katie Varney                                      | 2,82 Mio.       |
| 95         | 19        | Der entführte Tote                     | Ashes to Ashes                | 3. Jan. 2024         | 1. Sept. 2024                         | Eagle Egilsson   | Tera Tolentino, Andrew Blazensky & Barbie Kligman | –               |
| 96         | 20        | Pakt mit dem Teufel                    | The Big Squeeze               | 3. Jan. 2024         | 1. Sept. 2024                         | Avi Youabian     | Eric Guggenheim & David Wolkove                   | –               |